# Locomotiva DeWitt Clinton
La locomotiva  DeWitt Clinton è stata una locomotiva a vapore.

## Storia
Fu costruita dalla West Point Foundry Association di New York per la Mohawk and Hudson River Railroad nel 1831. È stata la prima locomotiva a vapore a percorrere una ferrovia nello Stato di New York e la quarta costruita negli Stati Uniti. Venne chiamata in onore di DeWitt Clinton, il governatore dello Stato di New York responsabile del Canale Erie, morto nel 1828. Il primo viaggio della locomotiva DeWitt Clinton fu Albany-Schenectady-Albany, per un viaggio totale di 16 miglia. La sua velocità massima era intorno ai 50 km/ora. Venne demolita nel 1833.